# Impatiens flanaganiae
Impatiens flanaganiae är en balsaminväxtart som beskrevs av William Botting Hemsley. Impatiens flanaganiae ingår i släktet balsaminer, och familjen balsaminväxter. Inga underarter finns listade i Catalogue of Life.